# Saif SC (szachy)
Saif SC – banglijski klub szachowy z siedzibą w Dhace.

## Historia
Klub, powstały w 2016 roku, zadebiutował w tym samym roku w rozgrywkach Premier Division Chess League. Zespół nie przegrał w tamtym sezonie żadnego meczu, wygrał ponadto w przedostatniej kolejce 3:1 z Sheikh Russel Memorial Sporting Club i zdobył mistrzostwo, wyprzedzając w klasyfikacji Sheikh Russel MSC o jeden punkt. W następnym roku Saif SC uczestniczył w Asian Chess Club Champions League. Zespół wygrał wówczas trzy mecze, a przegrał z późniejszym triumfatorem – Saipą Teheran. W końcowej klasyfikacji rozgrywek klub zajął drugie miejsce. Rozgrywki ligowe zespół również ukończył na drugim miejscu, ulegając Bengal Chess Club. W 2018 roku Saif SC zdobył tytuł mistrza kraju, wygrywając wszystkie spotkania. W 2019 roku klub zajął drugie miejsce w rozgrywkach ligowych, w sezonie 2020 – trzecie, a w roku 2021 ponownie drugie. W sezonie 2022 Saif SC zdobył trzecie w swojej historii mistrzostwo Bangladeszu. W sezonie 2023/2024 klub nie przystąpił do rozgrywek ligowych.
Zawodnikami Saif SC byli m.in.: Adhiban Baskaran, Abdullah Al-Rakib, Reefat Bin-Sattar, Bu Xiangzhi, Aleksiej Goganow, Enamul Hossain, Pouya Idani, Uładzisłau Kawalou, Martyn Krawciw, Micheil Mczedliszwili, Niaz Murshed, S.L. Narayanan, Mohammad Fahad Rahman, Ziaur Rahman i Eltac Səfərli.